# 布蘭福德 (麻薩諸塞州普查規定居民點)
布蘭福德（英語：Blandford）是位於美國麻薩諸塞州漢登縣的一個普查規定居民點。

## 人口
根據2020年美國人口普查的數據，布蘭福德的面積為2.98平方千米，當中陸地面積為2.98平方千米，而水域面積為0.00平方千米。當地共有人口363人，而人口密度為每平方千米121.81人。